# Bahçesaray
Ne doit pas être confondu avec Bakhtchissaraï.
Bahçesaray (bahçe, le jardin et saray, le palais, en turc), anciennement Müküs, Moks (en arménien Մոկս) ou Miks (en kurde) est un district et une ville de Turquie, située au sud-ouest de la province de Van. En 2007, la population totale du district s'élève à 19 795 habitants et celle de la ville à 4 653 habitants.

## Étymologie
L'ancien nom turc Müküs dérive de l'arménien Mokk, provenant lui-même du nom d'une tribu ourartéenne dénommée Moxene.

## Histoire
Durant l'antiquité, le district correspond, dans le Royaume d'Arménie, au district de Mokk’ Aṙanjnak situé lui même dans la province de Mokk.
En 2020, deux avalanches se produisent à Bahçesaray et font 41 morts ainsi que 84 blessés. 

## Géographie
La ville se situe dans la vallée de la rivière Bahçesaray (Bahçesaray Deresi) dans le massif de Kavuşşahap (Kavuşşahap Dağları). Elle est dominée par de hauts sommets : Hasobeşir Tepesi (3503 m), Ihtiyarşahap Dağı (3634 m) et Kepçe Dağı (3537 m).

### Accès
La ville est accessible par la route. Elle est située à 87 km de Gevaş et 104 km de Van.

### Tourisme
À proximité se trouve le monastère arménien d'Aparank (Aparank Manastırı).